# Eleuter (hijo de Apolo)

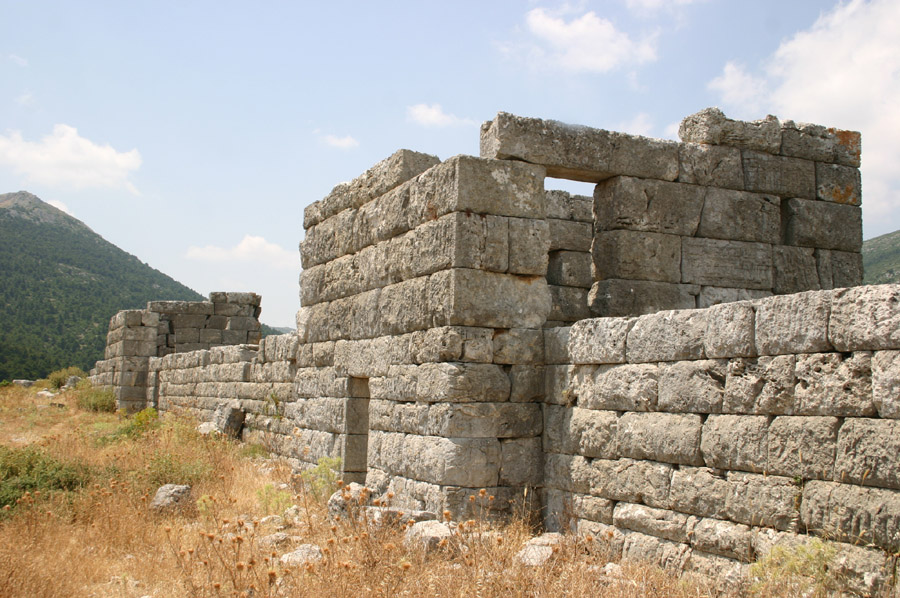
Restos de las murallas de la antigua ciudad griega de Eléuteras.

En la mitología griega, Eleuter (Ἑλευθήρ), menos común como Eleutero, es un hijo de Apolo y de Etusa, hija de Poseidón. Se dice que era un cantor con una voz privilegiada, con la que ganó un certamen en los juegos Píticos. También se dice que fue el primero en erigir una estatua en honor de Dioniso, y que incluso dio su nombre como héroe epónimo de Eléuteras. Hijo de Eleuter fue Yaso, a la sazón rey de Orcómeno. Otros alegan que Eleuter también fue padre de muchas hijas, quienes hablaron impíamente acerca de una estatua de Dioniso llevando una égida negra; como era de esperar el dios se vengó de la afrenta causándoles la locura. Al enterarse de esto, Eleuter consultó un oráculo y se le fue revelado que estableciese el culto de Dioniso de la égida negra. Acaso la historia de las hijas de Eleuter sea una variante de las Miníades o las Partaónides.